# Aedava
Aedava (alte denumiri Aedeva, Aedabe, Aedeba sau Aedadeba) a fost o așezare dacică situată la sud de Dunăre, în Moesia (azi nordul Bulgariei). În lucrarea sa De Aedificiis, istoricul din secolul al VI-lea, Procopius poziționează Aedava pe drumul dunărean dintre Augustae și Variana. El a menționat și că împăratul Iustinian a restaurat porțiunea avariată a orașului de apărare. 